# Magasmajtény
Magasmajtény (szlovákul Hrušov) község Szlovákiában, a Besztercebányai kerület Nagykürtösi járásában.

## Fekvése
Nagykürtöstől 30 km-re, délnyugatra fekszik.

## Története
A települést 1285-ben említik először „Huruso” néven. 1312-ben „Hurson”, 1342-ben „Hrusno” alakban említik. A bozóki apátság uradalmához tartozott. A 17. század végén nagy kolerajárvány pusztította, elmúltával lakói fogadalmi kápolnát emeltek. 1715-ben malma és 21 háztartása volt. 1828-ban 101 házában 603 lakos élt, akik mezőgazdasággal, szőlőtermesztéssel foglalkoztak. A 19. században részben a Huszár család, részben az esztergomi káptalan birtokolta. 1891-ig Hrussó volt a hivatalos neve.
Vályi András szerint „HRUSO. Tót falu Hont Várm. földes Ura a’ Tudományi Kintstár, és a’ Szeleptsényianum Seminarium, lakosai katolikusok, fekszik délre Nyékhez 1 1/4 órányira, és a’ Bozóki Uradalomhoz kaptsoltatott, hegyek, és erdők között lévén, határja tágas, legelője nagy, fája elég van.”
Fényes Elek szerint „Hrussó, tót falu, Honth vármegyében: 620 kath. lak. Kath. paroch. templom. Határja igen nagy, hegyes, erdős. Bora jó. F. u. Baloghyak, és a pesti kir. egyetem. Ut. post. Balassa-Gyarmat.”
Hont vármegye monográfiája szerint: „Magasmajthény, azelőtt Hrusó, tót kisközség, 132 házzal és 725 róm. kath. vallású lakossal: vasúti állomása Drégelypalánkon, postája Ipolynyéken van. A bozóki prépostság régi birtoka volt, mely a prépostság többi jószágainak sorsában osztozott. Már 1279-ben akadunk okleveles említésére, a mikor Hrussó néven szerepel. A mult század első felében, az esztergomi káptalanon kivül, a Huszár családnak is volt itt birtokrésze és jelenleg is ezek a nagyobb birtokosok. 1838-ban az egész falut tűz hamvasztotta el. A községbeli templom 1762-ből való. Magasmajthény határában vannak a Brack és Huszár-majorok.”
A trianoni békeszerződésig Hont vármegye Ipolynyéki járásához tartozott.

## Népessége
| Év:            | 1994. | 2004.   | 2014.   | 2024.   |
| -------------- | ----- | ------- | ------- | ------- |
| Emberek száma: | 925   | 897     | 867     | 812     |
| Eltérés:       |       | -3,02 % | -3,34 % | -6,34 % |

| Év:            | 2023. | 2024.   |
| -------------- | ----- | ------- |
| Emberek száma: | 818   | 812     |
| Eltérés:       |       | -0,73 % |

1880-ban 630 lakosából 119 magyar és 499 szlovák anyanyelvű volt.
1890-ben 677 lakosából 45 magyar, 5 német, 600 szlovák és 27 egyéb anyanyelvű volt.
1900-ban 725 lakosából 38 magyar, 5 német, 657 szlovák és 27 egyéb anyanyelvű volt.
1910-ben 851 lakosából 287 magyar és 528 szlovák anyanyelvű volt.
1921-ben 847 lakosából 39 magyar és 781 csehszlovák volt.
1930-ban 910 lakosából 6 magyar és 865 csehszlovák volt.
1970-ben 1197 lakosából 1193 szlovák volt.
1980-ban 1056 lakosából 1 magyar és 1049 szlovák volt.
1991-ben 965 lakosából 7 magyar és 936 szlovák volt.
2001-ben 920 lakosából 823 szlovák, 82 cigány és 7 magyar volt.
2011-ben 869 lakosából 827 szlovák, 15 cigány és 6 magyar volt.

## Neves személyek
- Itt született 1854-ben Ernyei Lajos katolikus plébános, címzetes apát.

- Itt szolgált 1910-től Gürtler Dénes (1881–1944) esperes-plébános, felvidéki magyar politikus, szlovákiai nemzetgyűlési és magyarországi országgyűlési képviselő.
- Itt szolgált Fehér Damáz (1913–1998) komáromi bencés gimnáziumi tanár, pap.

## Nevezetességei
- Római katolikus temploma 1762-ben épült, későbarokk stílusban.
- A falu feletti, 520 m magas Strána-dombon áll az a kegykápolna, melyet a hívek a 17. és 18. század fordulóján tomboló kolerajárvány után emeltek fogadalomból. Azóta évente tartanak ide zarándoklatot.
- A falu jellegzetes, löszfalba vágott pincéiről is nevezetes.
- A falu nagy eseménye a Honti parádé nevű folklórfesztivál.

## Külső hivatkozások
- Községinfó
- Magasmajtény Szlovákia térképén
- Tourist-channel.sk
- Infotour.sk
- A honti régió honlapja
- E-obce.sk Archiválva 2008. szeptember 14-i dátummal a Wayback Machine-ben